# Lake Superior Provincial Park

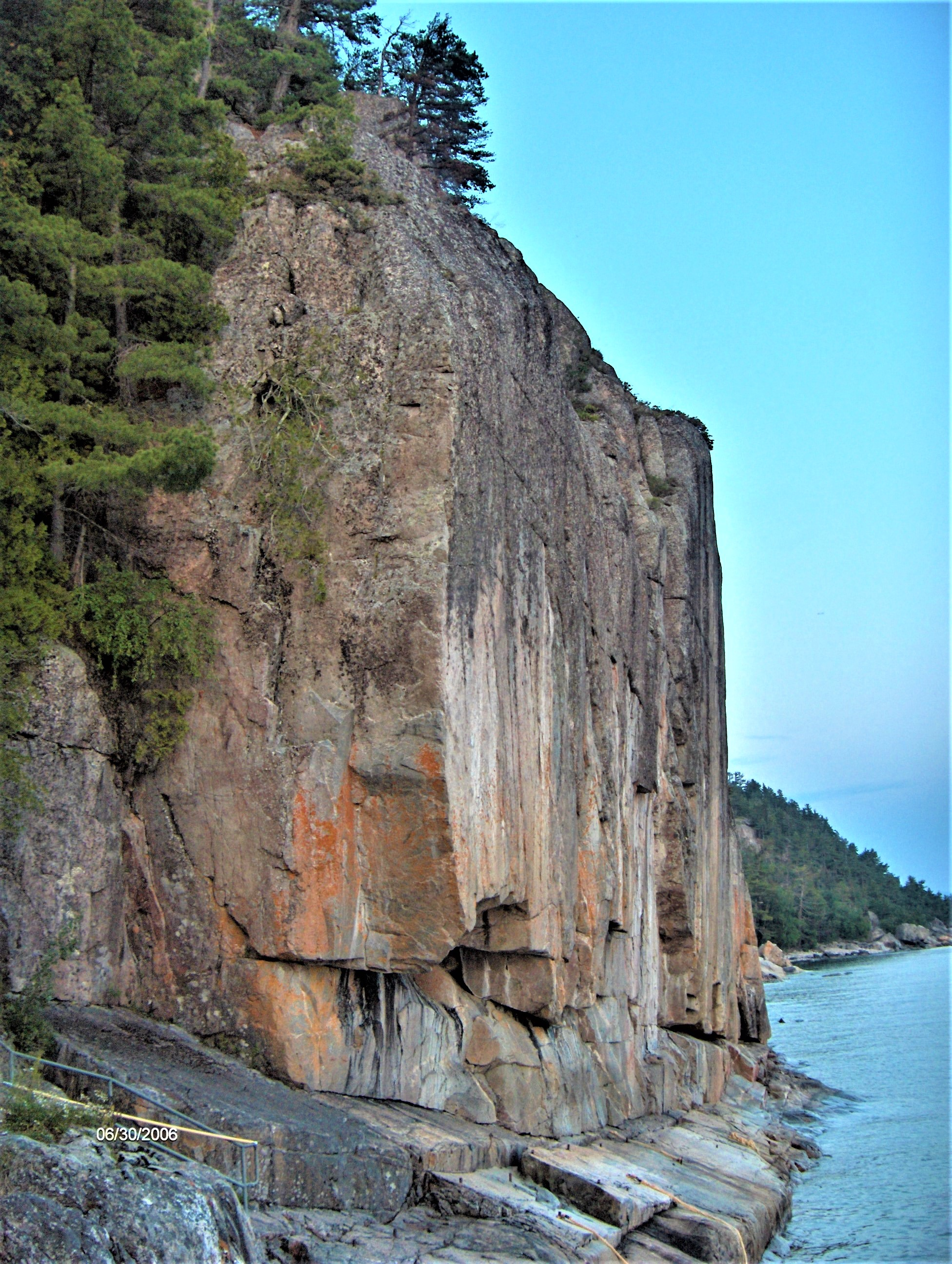
Agawa Rock

Lake Superior Provincial Park är en park och ett fornminne i Kanada. Den ligger i provinsen Ontario, i den sydöstra delen av landet. Den ligger vid östra sidan av Övre sjön.
I omgivningarna runt Lake Superior Provincial Park växer i huvudsak blandskog.
På en stenhäll strax ovanför sjöns strandlinje upptäcktes målningar som hade skapats av folkgruppen Ojibwa. Målningarna föreställer bland annat sjöodjuret Mishipeshu som liknade ett rovdjur med horn, en kanot, fyra solar, en häst med ryttare, björnar och renar. Målningarna hittades 1958 av Selwyn Dewdney. De skapades antagligen under 1700-talet eller 1800-talet av schamaner.
Platsen dyrkades av regionens ursprungsbefolkning samt av nybyggare som offrade personliga föremål vid klippan.